# Acikula
Acikula (łac. acicula) – sztywna struktura podporowa w kształcie szczeci, położona wewnątrz gałęzi parapodium.
Acikule występują w dużych parapodiach, gdzie są miejscem przyczepu mięśni odpowiedzialnych za ich poruszanie. Para z nich zbudowana jest ze skleroprotein, a para z chityny.